# 阿尔梅
阿尔梅（義大利語：Almè），是意大利贝加莫省的一个市镇。总面积1.96平方公里，人口5729人，人口密度2923.0人/平方公里（2009年）。国家统计（ISTAT）代码为016005。